# Christian Bekamenga
Christian Bekamenga, (sinh 9 tháng 5 năm 1986) là một cầu thủ bóng đá Cameroon thi đấu ở vị trí tiền đạo trung tâm cho Liaoning Whowin..

## Sự nghiệp
Trước đó anh thi đấu cho Negeri Sembilan FA của Malaysia. và Persib Bandung của Indonesia. Anh ghi 17 bàn thắng trong 19 lần ra sân.
Nhờ thành công ở Persib Bandung, anh được chuyển đến câu lạc bộ Pháp FC Nantes, vào tháng 1 năm 2008. Anh cũng giúp Olympic Lions tham gia Thế vận hội Mùa hè 2008 ở Bắc Kinh, Trung Quốc.
Trong kỳ chuyển nhượng mùa hè 2015 Bekamenga chuyển đến Troyes AC, tuy nhiên chỉ trong vòng một tháng anh lại phải chuyển đến câu lạc bộ Thổ Nhĩ Kỳ Kardemir Karabükspor.